# Jan Hus (trein)
De Jan Hus was een internationale trein tussen Praag en Dresden en is genoemd naar de Boheemse theoloog en bedenker van de Haček, Johannes Hus.

## EuroCity
Op 28 mei 2000 was de EC Jan Hus de zesde EuroCity in het Elbedal. De EC Jan Hus had echter een veel korter traject dan de andere vijf. De trein kreeg de twee treinnummers die nog tussen de EC Albert Einstein en de vijf bestaande EuroCity's in het Elbedal vrij waren namelijk EC 168 en EC 169. De Ec Jan Hus heeft ook maar één jaar gereden. De route werd op 1 juni 2001 in zuidelijke richting verlengd tot Wenen en daarbij is de trein omgedoopt tot EC Smetana.

### Route en dienstregeling
| EC 169 | land      | station                       | km | EC 168 |
| ------ | --------- | ----------------------------- | -- | ------ |
| 07:54  | Duitsland | Dresden Hauptbahnhof          |    | 22:04  |
|        | Duitsland | Bad Schandau                  |    |        |
|        | Tsjechië  | Děčín hlavní nádraží          |    |        |
|        | Tsjechië  | Ústí nad Labem hlavní nádraží |    |        |
| 10:53  | Tsjechië  | Praha-Smíchov                 |    | 19:06  |